# Begonia coccinea
La begonia de alas de ángel (Begonia coccinea) es una especie de planta perenne perteneciente a la familia Begoniaceae. Es originaria de Sudamérica.

## Distribución
Es originaria de  Brasil donde se encuentra en la Mata Atlántica distribuida en Río de Janeiro y Espírito Santo.

## Taxonomía
Begonia coccinea fue descrita por William Jackson Hooker y publicado en Botanical Magazine 69: pl. 3990. 1843.
Etimología
Begonia: nombre genérico, acuñado por Charles Plumier, un referente francés en botánica, honra a Michel Bégon, un gobernador de la excolonia francesa de Haití, y fue adoptado por Linneo.
coccinea: epíteto derivado de las palabras griegas: coccos, κοκκοϛ = '"escarlata" y el sufijo ineus, -ινηοϛ = "composición, color".
Sinonimia
- Pritzelia coccinea (Hook.) Klotzsch[4]